# Kleomenes von Naukratis
Kleomenes von Naukratis (altgriechisch Κλεομένης Kleoménēs; * Naukratis; † 322 v. Chr.) wurde 331 v. Chr. von Alexander dem Großen nach Übernahme der Herrschaft in Ägypten mit der „Leitung des Finanz- und Steuerwesens [… und] der Bauleitung von Alexandreia beauftragt“. Er wurde auch als Verwalter des „Arabien bei Heroonpolis“, des ägyptischen Grenzbezirks östlich des Nildeltas, eingesetzt. Da dieser Bezirk von militärischer Bedeutung war, hatte Kleomenes auch den Befehl über die dort stationierten Truppen inne.
Als Bauleiter von Alexandria sollte er die Einwohner von Kanopus dorthin umsiedeln. Zunächst ließ er sie gegen Zahlung einer großen Geldsumme unbehelligt. Als jedoch der Bau der Stadt sich dem Ende zuneigte, forderte er eine Summe, die sie nicht aufbringen konnten, und brachte sie so zum Umzug. Selbst aus dem Tod seines Sohnes schlug er Kapital. Als dieser von einem Krokodil getötet wurde, befahl er, das heilige Tier ebenfalls zu töten. Die Priesterschaft konnte ihn durch einen hohen Geldbetrag umstimmen. Er schreckte auch nicht davor zurück, sich des Tempelschatzes zu bemächtigen. 
„Während [… Alexanders] Abwesenheit in Indien usurpierte sein griechischer Finanzinspektor Kleomenes aus Naukratis die Satrapenstelle Ägyptens, bereicherte sich schamlos, insbesondere durch die Monopolisierung des Weizenexports, und umgab sich mit Söldnern.“
Alexander, dem dies nicht verborgen blieb, ließ ihn 323 v. Chr. wissen, dass er es auf sich beruhen lassen würde, wenn Kleomenes ein prächtiges Heroon für Hephaistion errichten würde. 
Nach dem Tod Alexanders wurde Kleomenes Hyparch (militärischer Befehlshaber) von Ägypten. Als er für Perdikkas Partei ergriff, wurde er von Ptolemaios I. hingerichtet und hinterließ diesem 8000 Talente Silber.